# Yorkton Municipal Airport
Yorkton Municipal Airport (franska: Aéroport municipal de Yorkton) är en flygplats i Kanada.   Den ligger i provinsen Saskatchewan, i den sydöstra delen av landet, 2 100 km väster om huvudstaden Ottawa. Yorkton Municipal Airport ligger 498 meter över havet.
Terrängen runt Yorkton Municipal Airport är platt. Närmaste större samhälle är Yorkton, 5,3 km söder om Yorkton Municipal Airport.
Trakten runt Yorkton Municipal Airport består till största delen av jordbruksmark. Runt Yorkton Municipal Airport är det ganska tätbefolkat, med 239 invånare per kvadratkilometer.